# Сухопутні війська Польщі
Сухопутні війська Польщі (пол. Wojska Lądowe Rzeczypospolitej Polskiej; WL) — один з чотирьох видів Збройних сил Республіки Польща, поряд з Військово-повітряними силами, Військово-морським флотом і Силами спеціальних операцій Польщі.
Чисельність військ становить близько 60 тисяч військовослужбовців. Війська активно беруть участь в операціях НАТО — в Афганістані, Іраку, Республіці Чад.

## Історія

### 1918–1938
Див. Бойові порядки Польщі у радянсько-польській війні

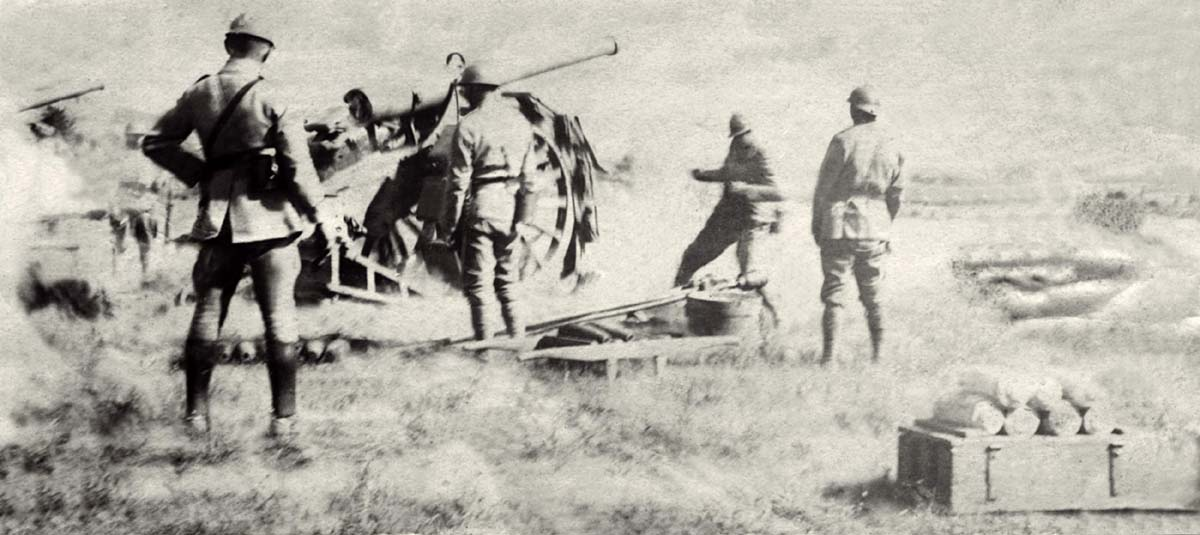
Польська батарея 120 мм під час Варшавської битви; Польсько-радянська війна, серпень 1920

Коли Польща відновила незалежність у 1918 році, вона відновила свою армію, яка брала участь у Польсько-радянській війні 1919–1921 років, і в двох менших конфліктах (Польсько-українській війні (1918–1919) та Польсько-литовській війні (1920)).
Спочатку, відразу після Першої світової війни, Польща мала п'ять військових округів (1918–1921):
- Познанська військова округа[pl], штаб у Познані
- Краковська військова округа[pl]), штаб у Кракові
- Лодзька військова округа[pl]), штаб у Лодзі
- Варшавська військова округа[pl]), штаб у Варшаві
- Люблінська військова округа[pl]), штаб у Любліні.

Польські сухопутні війська перед Польсько-радянською війною складалися з солдатів, які раніше служили в різних  імперіях, та деякої кількості міжнародних волонтерів.  Борис Савінков стояв на чолі армії переважно російських військовополонених (від 20 000 до 30 000 осіб) і його супроводжували Дмитро Мережковський та Зінаїда Гіппіус. Польські сили зросли з близько ста тисяч в 1918 році до понад п'тисот тисяч вояків на початку 1920.
У серпні 1920 року польська армія досягла загальної чисельності 737 767 осіб. Половина з них була на передовій. Враховуючи радянські втрати, між двома арміями був приблизно чисельний паритет. На час початку Варшавської битви поляки могли навіть мати невелику перевагу в чисельності та логістиці.
Серед основних формувань, залучених з польського боку, було кілька фронтів, включаючи Литовсько-Білоруський фронт, та близько 7 армій, включаючи Першу польську армію.

### 1939–1945
Див. Бойові порядки Польщі в 1939 році

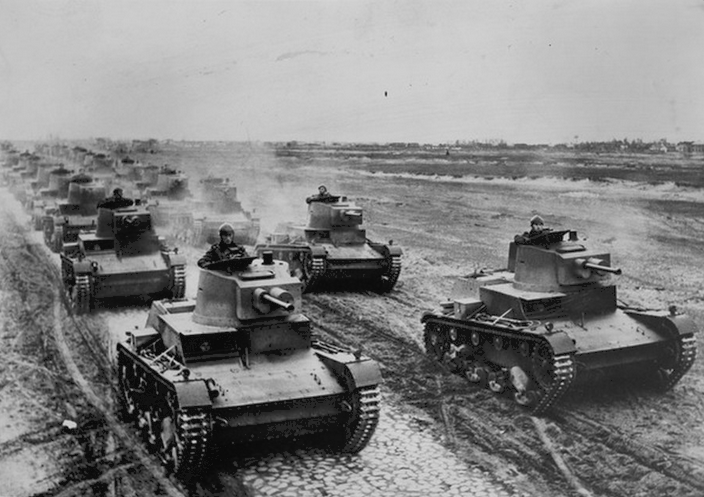
Танки 7ТР Польської армії на військових маневрах перед Вторненням до Польщі Третього Райху, 1939.

Німецьке вторгнення до Польщі розпочалося 1 вересня 1939 року. Вермахт швидко захопив половину Польщі, незважаючи на сильний польський опір. Серед помилкових міфів, породжених цією кампанією, були розповіді про наступ Польської кінноти проти Німецьких танків, якого насправді не було. На сході Червона армія зайняв іншу половину країни відповідно до статей Нацистсько-Радянського пакту. Після падіння країни польські солдати почали перегрупування в те, що мало стати Польською армією у Франції.
Військо Польське на Заході та Польські військові формування на Сході, а також внутрішні (партизанські) сили, передусім представлені в Армії Крайовій (AK) мали сухопутні війська під час Другої світової війни. У той час як війська, які воювали під прапором Союзників, підтримувалися польською авіацією та флотом, партизанські війська були виключно сухопутними формуваннями..
Діюча сьогодні армія сягає корінням у сурогатні сили, сформовані на підтримку радянських інтересів під час встановлення Польської Народної Республіки після Другої світової війни. Дві польські армії, Перша армія та Друга армія билися разом з Червоною армією на Східному фронті, за підтримки деяких підрозділів польських повітряних сил. Формування 3-ї армії було розпочато, але не завершено.

### 1945–1989
Див. Бойові порядки Польської народної армії

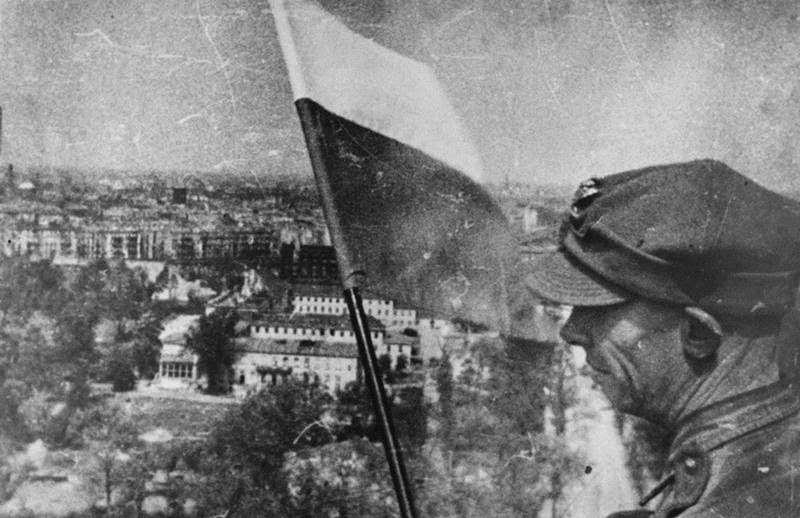
Піднятий польський прапор над Берлінською Колонною перемоги; Друга світова війна, 2 травня 1945 року

Кінець війни застав польське військо в умовах інтенсивного організаційного розвитку. Хоча від реалізації концепції Польського фронту було відмовлено, створено нові тактичні одиниці та види військ. У результаті мобілізації чисельність військ у травні 1945 року досягла 370 тис. вояків, а у вересні 1945 р. — 440 тис. На звільнених територіях оранізовувалися військові округи. Округи здійснювали безпосереднє управління підрозділами, які дислокувалися на підпорядкованій їм території.
Після повернення до Польщі, на 2-гу армію було покладено завдання охорони західного кордону держави від Єленя-Гури до Камень Поморський, і на базі її штабу, було створено штаб Познанської військової округи в Познані. Південний кордон від Єленя-Гури до залізничної станції Ужок (на стику польського, радянського та чехословацького кордонів) займали підрозділи 1-ї армії. Її штабний персонал став основою для формування Сілезької військової округи.
В середині 1945 року, після закінчення Другої світової війни польське військо, як частина загальних збройних сил, Польської народної армії, були поділені на шість (пізніше сім) округ. Це були:
- Варшавська військова округа, штаб у Варшаві
- Люблінська військова округа, штаб у Любліні
- Краківська військова округа, штаб у Кракові
- Лодзька військова округа, штаб у Лодзі
- Познанська військова округа, штаб у Познані
- Поморська військова округа, штаб у Торуні (сформований зі штабу короткочасного LWP 1-го армійського корпусу)
- Сілезька військова округа, штаб у Катовіце, створений восени 1945 року.

У червні 1945 року на 1-у, 3-ю та 8-му піхотні дивізії було покладено обов'язки внутрішньої охорони. 4-та піхотна дивізія була реорганізована для створення Корпусу внутрішньої безпеки (KBW). Здебільшого, військові частини використовувалися насамперед проти Української повстанської армії (УПА), а підрозділи Корпусу внутрішньої безпеки використовувався для боротьби зі збройним підпіллям.
Однак часто армійські частини боролися з підпільним опором, і «навпаки». Кульмінацією операції з придушення УПА стала так звана операція «Вісла», яка відбулася в 1947 році. Одночасно відбулася демобілізація, що перевело збройні сили на мирний рівень. 10 серпня 1945 року був виданий «указ про часткову демобілізацію» збройних сил. Наступні етапи демобілізації відбулися в лютому та грудні 1946 року.
Одним із найважливіших завдань, що стояли перед армією після війни, було розмінування. З 1944 по 1956 рік у розмінуванні було задіяно 44 інженерних підрозділи або близько 19 тис. саперів. Вони знешкодили міни та інші боєприпаси в районі розмінування понад 250 000 квадратних кілометрів (80% території країни). Виявлено та вилучено 14,75 мільйона боєприпасів різних типів і 59 мільйонів куль, бомб та інших боєприпасів. Розмінування коштувало життя 646 саперам.
У 1949 кількість військових округ була скорочена до чотирьох:
- Поморська військова округа, штаб у Бидгощі
- Сілезька військова округа[en], штаб у Вроцлаві
- Варшавська військова округа[en], штаб у Варшаві
- Краківська військова округа зі штаб-квартирою в Кракові.

У листопаді 1953 року Краківський військовий округ було розпущено, і до 1992 року Польща була поділена на три округи.
Після перемоги та переміщення польських кордонів ці війська та інші польські солдати, яких вважали лояльними до своїх радянських володарів, були сформовані в силу, яка мала стати частиною Варшавського пакту. Війська польської армії становили б частину другого стратегічного ешелону, розгорнутого для наступу НАТОвське Союзне командування Центральна Європа. Шатб Польського фонту був сформований в 1958 році, раом із формуванням трьох армій від 1955, 1-ша польська, 2-га польська та 4-та полська армії, мобілізаційні штаби, які мали бути сформовані в межах трьох округ.
Штаб Польського фронту було деактивовано в 1990 році, а мобілізаційну схему трьох армій також було скасовано. Сухопутні війська Польщі за комуністичної епохи включали війська, призначені для внутрішньої безпеки – Сили територіальної оборони – і контролю кордонів країни.
До падіння комунізму в Європі престиж армії продовжував падати, оскільки комуністичний уряд використовував її для насильницького придушення кількох спалахів протесту, зокрема протестів в Познані 1956, протести в Польщі 1970 , а також протести під час Воєнного стану в Польщі у 1981–1982 роках. Війська Сілезької військової округи також брали участь у придушенні процесу демократизації Чехословаччини 1968 року, широко відомого як Празька весна.
У 1989 році Поморська військова округа включала 8-му, 12-ту, 15-ту, 16-ту та 20-ту дивізії, Сілезька військова окруа включала 2-гу, 4-ту, 5-ту, 10-ту та 11-ту дивізії, а Варшавська військова округа 1-шу, 3-тю та 9-ту дивізії, плюс 6-ту повітрянодесантну дивізію прямого підпорядкування командуванню, 7-ма морська десантна дивізія була розташована у Поморській військовій окрузі, але скоріше всього також безпосередньо підпорядковувалася командуванню фронту.
У 1990 році кожна з двох округ, що були дотичними до Німеччини, контролювала чотири дивізії, які нещодавно були реорганізовані, відповідно до радянської оборонної доктрини кінця 1990-х років, із суміші мотострілецьких танкових полків у співвідношенні 3:1 у суміш мотострілецьких і танкових полків 2:2.
Варшавська військова округа на сході включала лише 1-шу механізовану дивізію. Дві інші механізовані дивізії цієї округи були розформовані у бази зберігання в 1988 році. Також там були 6-та повітрянодесантна дивізія та 7-ма морська десантна дивізія, можливо, призначені для формування частин вторгнення Варшавського пакту до Данії, щоб відкрити Балтійські протоки до Північного моря і далі. Чисельність особового складу становила 205 тис. осіб, з них 168 тис. призовників.

### Після 1989

Структура Сухопутних військ Польщі

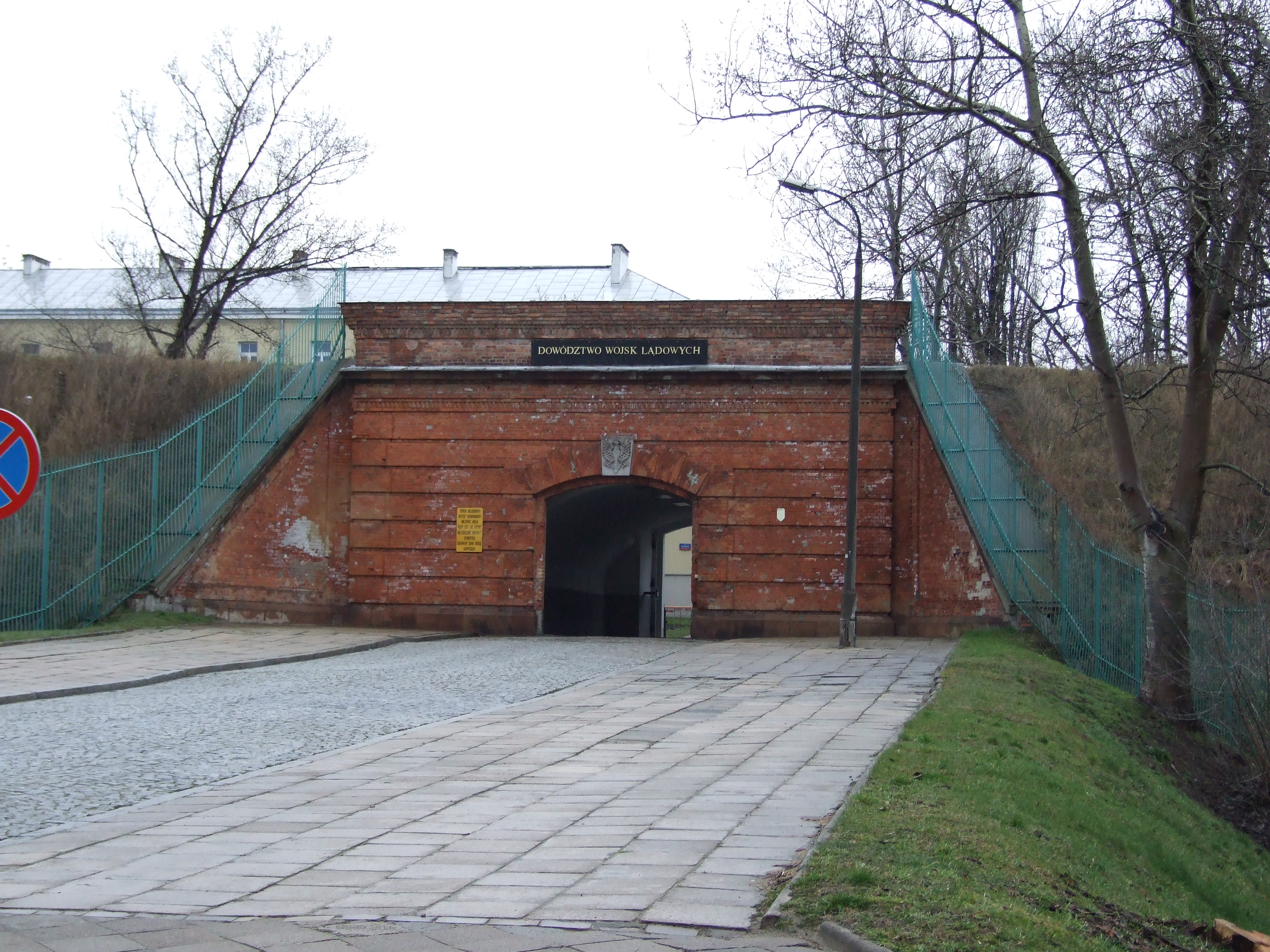
Вхід до штаб Сухопутних військ в варшавській цитаделі

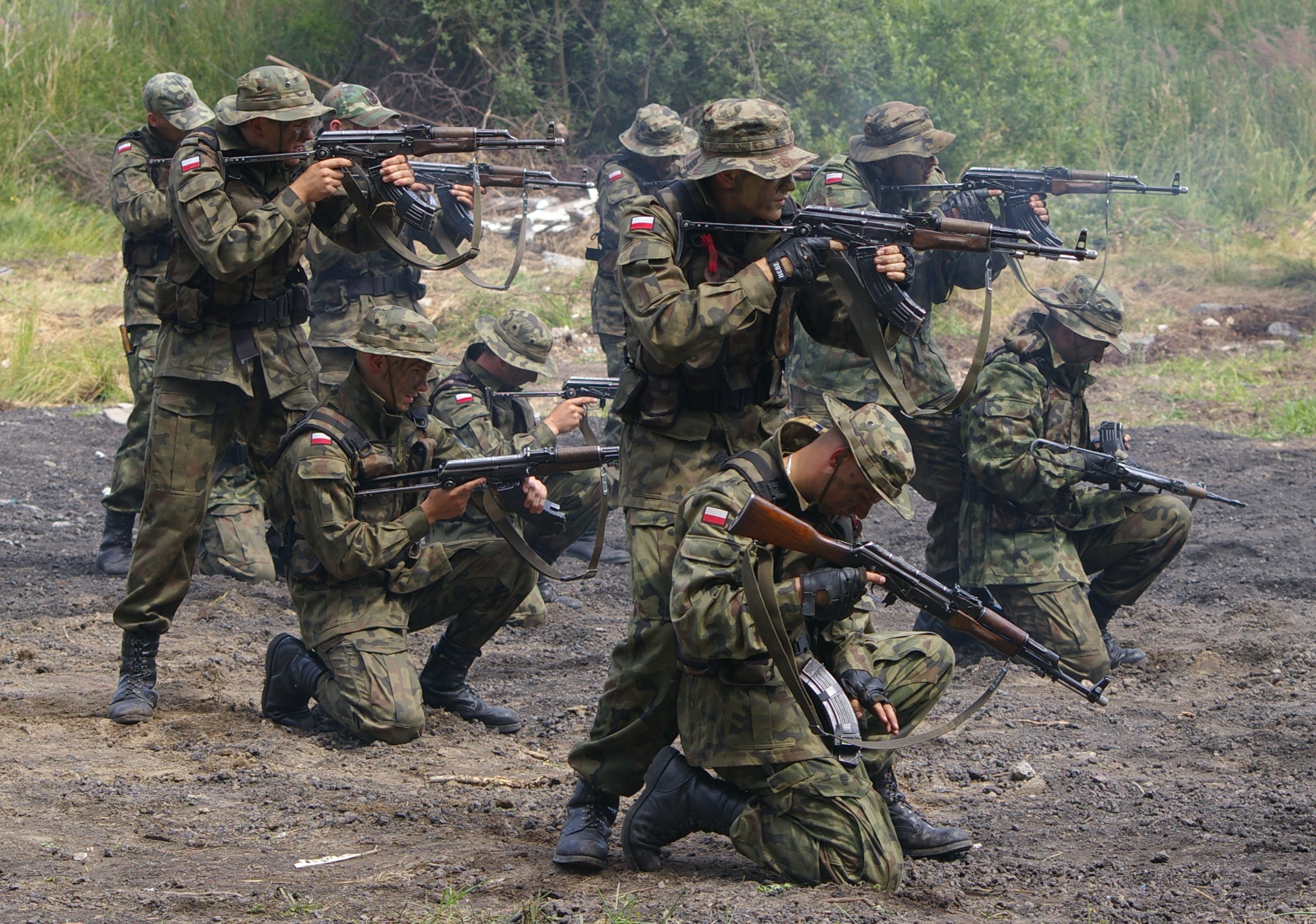
Солдати 12-ї Щецинської механізованої дивізії

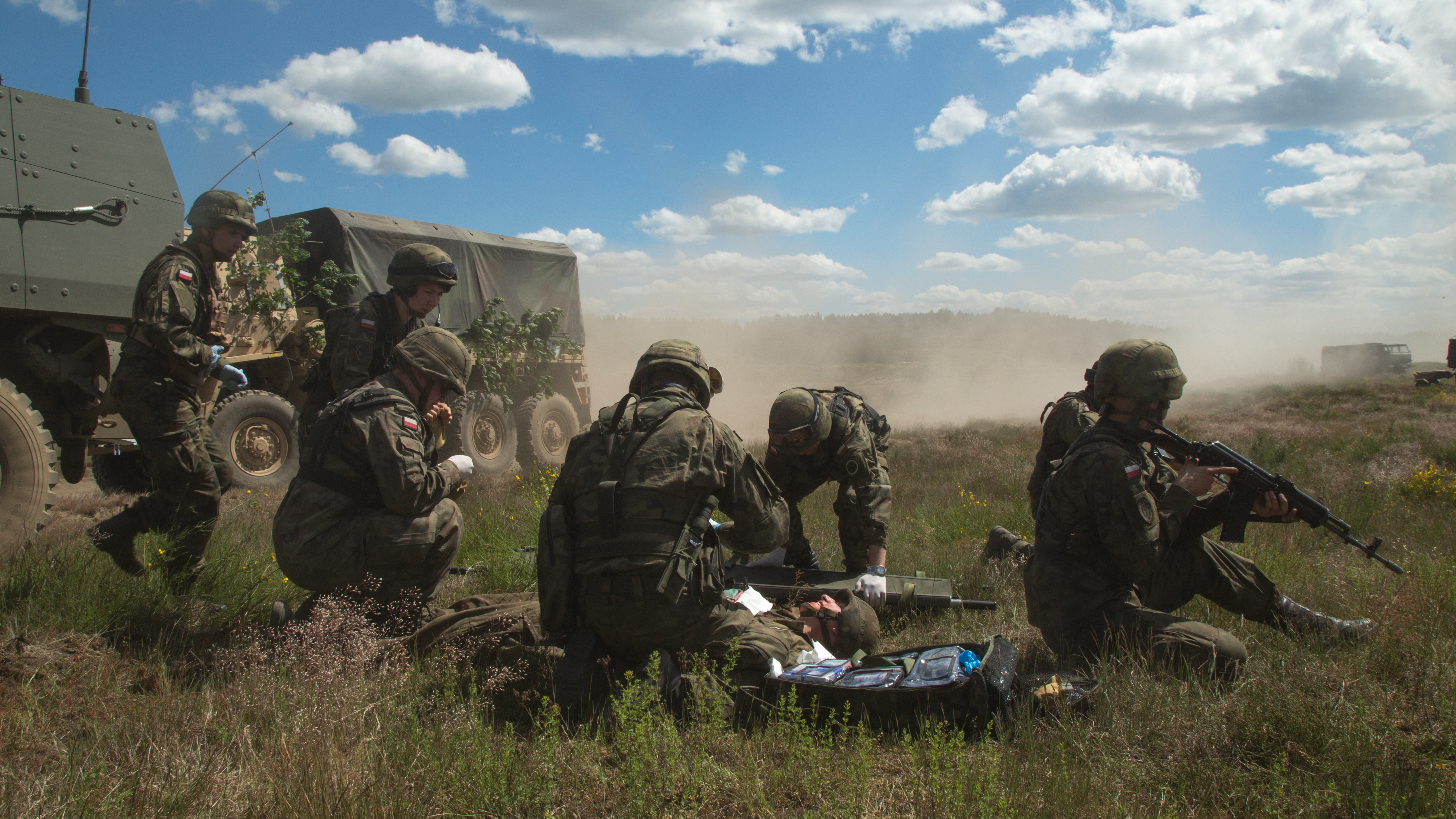
Польські солдати під час навчань Анаконда 2016

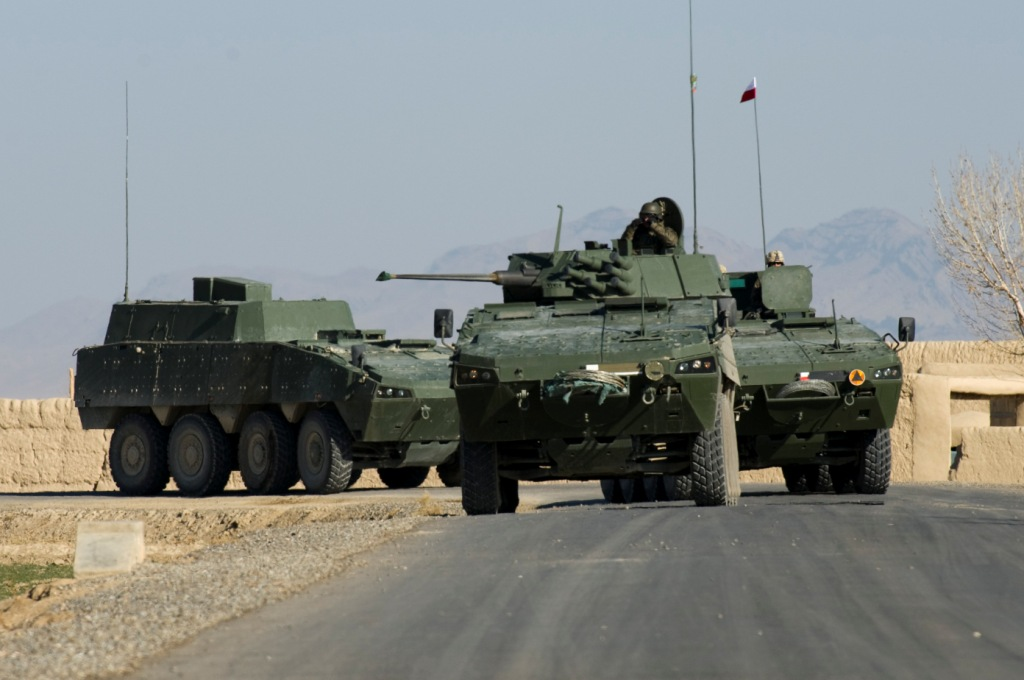
Польський військовий контингент в Афганістані - KTO Rosomak

Після завершення Холодної війни сухопутні війська були різко скорочені та реорганізовані. У 1992 році було відтворено Краківський військовий округ. У 2001 році планувалося скоротити загальну кількість дев'яти дивізій до чотирьох і шести окремих бригад. З 1 січня 1999 року Польща поділена на дві військові округи, Поморську зі штабом в Бидгощі, яка включає північ Польщі, та Сілезьку зі штабом у Вроцлаві, яка включає південь Польщі.
З цього часу колишня Краківська військова округа стала штабом повітряно-механізованого корпусу, який згодом став штабом 2-го механізованоо корпусу. Від 1 вересня 2011 року 1-ша Варшавська механізована дивізія була розформована.
Після створення Інспекторату забезпечення Збройних сил структура сухопутних військ значно змінилася.
У травні 2014 року міністр оборони Томаш Семоняк анонсував плани майбутньої закупівлі ударних гелікоптерів AW149 у відповідь на російське вторгнення в Україну в 2014 році. 25 листопада 2015 року голова Комісії національної оборони Міхал Ях заявив про необхідність збільшення чисельності польських військ зі 100 тис. до 150 тис. Проте Ях підкреслив, що процес складний і не варто поспішати.
У вересні 2018 року було оголошено про формування нової 18-ї дивізії. Вона буде створена на базі 1-ї Варшавської бронетанкової бригади та 21-ї бригади підгалянських стрільців, до її складу увійде також сформована з нуля нова механізована бригада. Ця дивізія стане четвертою у складі збройних сил Польщі, буде дислокуватися на східному березі Вісли в районі Седльце неподалік кордону з Республікою Білорусь.
17 червня 2022 року після російського вторгнення в Україну в 2022 році і збільшення збройних сил Польщі до 300 тисяч ос. було оголошено про формування двох нових механізованих дивізій.

## Структура

### З'єднання
- 1-ша піхотна дивізія Легіонів[en] (Цеханув)[15]
  - 1-ша танкова бригада Легіонів, Червоний Бір[en]
  - 2-га механізована бригада Легіонів, Бродниця
  - 3-тя механізована бригада Легіонів, Слюбово
  - 1-ша мотопіхотна бригада Легіонів, Кольно
- 8-ма піхотна дивізія[pl] (Кельце)[16][17]
  - 8-ма танкова бригада, Мелець та Кольбушова
  - механізована бригада, Лазиська
  - механізована бригада, Радуч
  - моторизована бригада, Лешно
- 11-та Любуська дивізія бронетанкової кавалерії імені короля Яна III Собеського[18] (Жагань)
- 12-та Щецинська механізована дивізія імені Болеслава Кривоустого (Щецин)
- 16-та Поморська механізована дивізія імені короля Казимира Ягеллончика (Ельблонг)
- 18-та механізована дивізія імені генерала броні Тадеуша Бука[12] (Седльці)

### Окремі бригади
- 1-ша бригада армійської авіації[en] (Іновроцлав)
- 6-та повітрянодесантна бригада імені бригадного генерала Станіслава Франтішека Сосабовського (Краків)
- 9-та бригада підтримки головного командування видів Збройних Сил (Білобжегі)
- 15-та бригада забезпечення управління
- 25-та бригада повітряної кавалерії імені князя Юзефа Понятовського (Томашув-Мазовецький)
- бригада забезпечення управління Міжнародного корпусу Північ-Схід (Старгард)

### Окремі полки
- 1-й Бжеський саперний полк (Бжег)

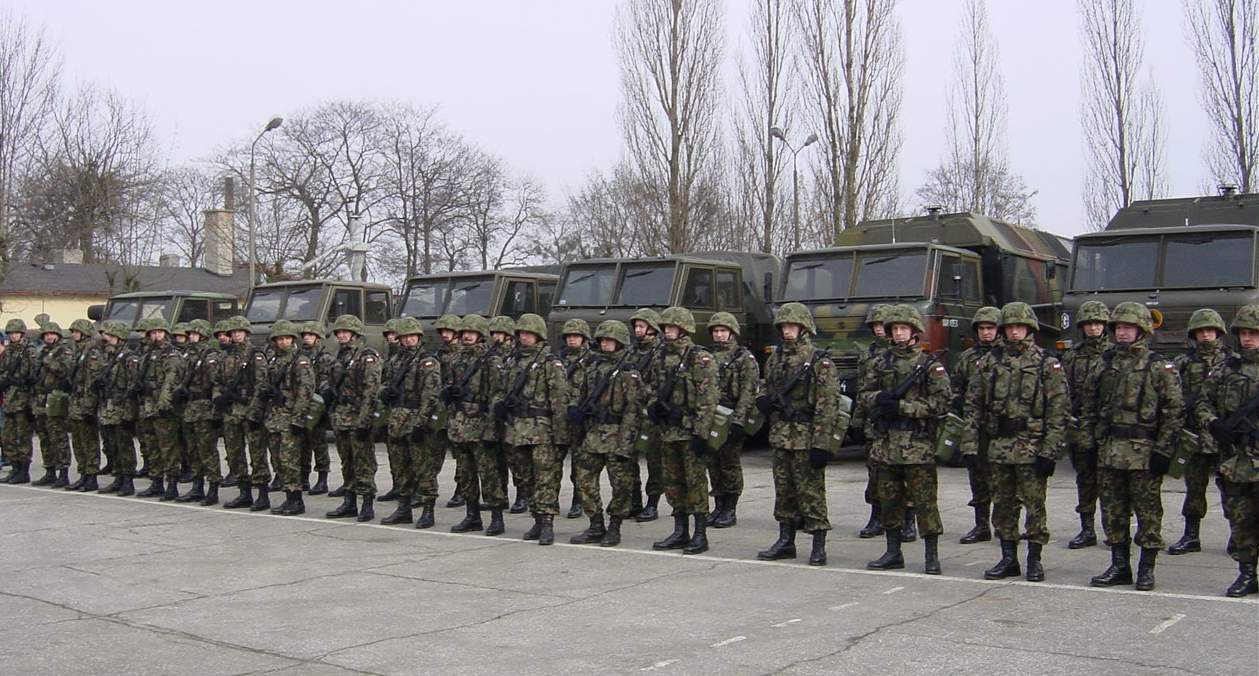
4-й полк хімічного захисту з Бродниці

- 2-й Мазовецький саперний полк (Казунь Нови, гміни Чоснув)
- 5-й інженерний полк (Щецин)
- 2-й Іновроцлавский інженерний полк (Іновроцлав)
- 2-й Грубешівський розвідувальний полк (Грубешів)
- 9-й Варміньський розвідувальний полк (Лідзбарк-Вармінський)
- 18-й Білостоцький розвідувальний полк (Білосток)
- 4-й полк РХБЗ (Бродниця)
- 5-й полк РХБЗ (Тарновські Гури)
- полк охорони (Варшава)
- 10-й Вроцлавський полк управління (Вроцлав)
- 2-й центр РЕРіРЕБ
- полк (Сувалки)[19]

### Окремі батальйони
- 100-й батальйон зв'язку (Щецин) - підрозділ Міжнародного корпусу Північ-Схід
- 104-й батальйон забезпечення — підрозділ Міжнародного корпусу Північ-Схід
- центральна група психологічних операцій (Бидгощ)

### Навчальні підрозділи
- Навчальний центр Сухопутних військ імені Стефана Чарнецького (Познань)
- Вища офіцерська школа Сухопутних військ імені генерала Тадеуша Костюшка (Вроцлав)
- Навчальний центр артилерії і озброєння імені генерала Юзефа Бема (Торунь)
- Навчальний центр зв'язку та інформатики (Зегже, Мазовецьке воєводство)
- Навчальний центр військово-медичних служб (Лодзь)
- Навчальний центр пошуково-рятувальної служби (Бидгощ)
- Навчальний центр для миротворчих сил (Кельці)
- 1-й навчальний центр підготовки водіїв (Грудзьондз)
- 2-й навчальний центр підготовки водіїв (Оструда)
- Школа молодших командирів (підофіцерів) Сухопутних військ (Зегже)
- Школа молодших командирів Сухопутних військ (Познань)
- Школа молодших командирів Сухопутних військ (Вроцлав)
- Школа молодших командирів Сухопутних військ (Торунь)
- Навчальний полігон Сухопутних військ (Маломіце, Любуське)
- Навчальний полігон Сухопутних військ (Біла Піска)
- Навчальний полігон Сухопутних військ (Нова Демба)
- Навчальний полігон Сухопутних військ (Венджін, Любуське)

### Інші формування та об'єкти
- Три бази зберігання обладнання
- Сім регіональних матеріальних баз
- Чотири окружних технічних центру
- Сім регіональних технічних центрів
- Сім військових госпіталів
- Десять військово-транспортних команд
- Шістнадцять воєводських військових штабів
- 128 призовних пунктів
- Гауптвахта (Цеханув)

## Техніка, боєприпаси і амуніція
Польські сухопутні війська мають близько 900 танків, в основному польських T-72, понад 1600 БМП і понад 140 вертольотів. Війська включають механізовані і бронетанкові частини, ракетно-артилерійські війська, війська протиповітряної оборони, інженерні війська, хімічні війська, війська зв'язку та інформатики, аеромобільні війська.

## Командування

### Командувачі сухопутними військами

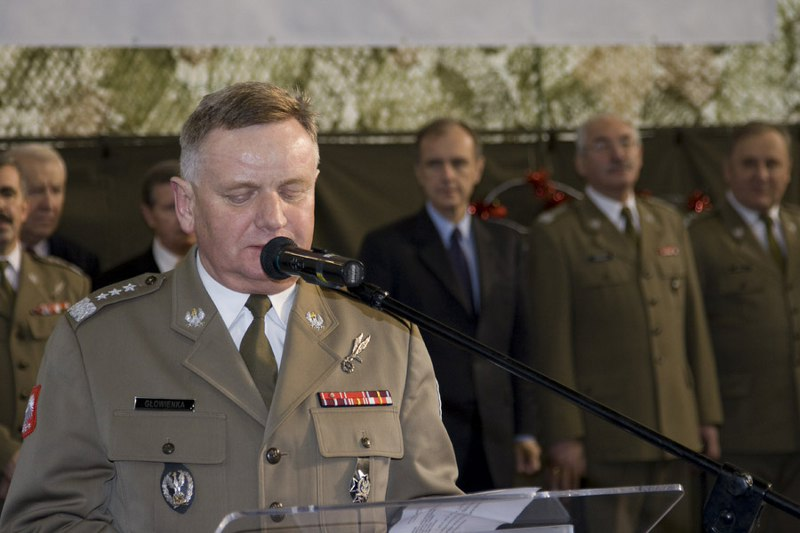
Збігнев Гловенка

- 4 квітня 1997 — 29 вересня 2000 — генерал броні Збігнев Залевський[pl]
- 29 вересня 2000 — 3 жовтня 2006 — генерал броні Едвард Петшік[pl]
- 3 жовтня 2006 — 15 вересня 2009 — генерал броні Вальдемар Скшипчак
- 15 вересня 2009 — 10 квітня 2010 — генерал броні (звання присвоєно посмертно) Тадеуш Бук[20]
- 10 квітня 2010 — 20 травня 2010 — дивізійний генерал Едвард Грушка[pl], начальник штабу, виконувач обов'язків командувача
- з 20 травня 2010 — дивізійний генерал Збігнев Гловенка[pl], колишній командувач Сілезьким військовим округом[21]

### Штаб Сухопутних Військ
- Заступник командувача Сухопутних військ — начальник Штабу генерал дивізії Анджей Маліновський
- Заступник начальника Штабу бригадний генерал Марек Мехежинський
- Керівник Координаційного Відділу полковник Анджей Завада
- Керівник управляння Особистими Ресурсами (G-1) полковник Еугеніуш Шайбель
- Керівник управляння Розвідки і РЕБ (G-2) полковник Славомір Флорек
- Керівник управляння Сухопутних Операцій (G-3) полковник Веслава Вавжиняк
- Керівник управляння Планування і Логістики (G-4) полковник Богдан Дзєвульський
- Керівник управляння Планування Розвитку Сухопутних військ (О-5) полковник Веслав Дзяловий
- Керівник управляння Командування та Зв'язку (G-6) полковник Кароль Гульбас
- Керівник управляння Економічного і Матеріального Планування (G-8) полковник Славомір Ланцуцький

### Відділ Навчання Сухопутних військ
- Керівник Відділу Навчання Сухопутних військ бригадний генерал, пілот Даріуш Вронський
- Заступник начальника Відділу Навчання Сухопутних військ — керівник бронетанкових та механізованих військ полковник Даріуш Горняк
- Керівник відділу навчання Ракетних військ і Артилерії полковника Ярослава Крашевський
- Керівник відділу навчання ППО полковник Єжи Палубяк
- Керівник відділу навчання Аеромобільних військ та Інструктажу пілотів бригадний генерал, пілот Даріуш Вронський
- Керівник відділу навчання Інженерних військ полковник Даніель Круль
- Керівник відділу навчання ЗЗМУ полковник Ярослав Стоцкі
- Керівник відділу навчання Військової освіти полковник Збігнев Блажевіч
- Керівник відділу навчання Планування і Координації полковник Анджей Купіс
- Керівник відділу Навчальної бази підполковник Роберт Веремєчик[22]